# Nhã Phương (diễn viên)
Trần Thị Nhã Phương (sinh ngày 20 tháng 5 năm 1990), thường được biết đến với nghệ danh Nhã Phương, là một nữ diễn viên người Việt Nam. Khởi đầu sự nghiệp diễn xuất với vai diễn trong phim Những thiên thần áo trắng, nhưng tên tuổi của Nhã Phương chỉ thực sự nổi danh sau khi tham gia đóng chính trong phim ngắn Xin lỗi, anh chỉ là thằng bán bánh giò vào năm 2013 và trở thành một hiện tượng trong giới giải trí. Sau đó, cô góp mặt trong vai chính của nhiều bộ phim nổi tiếng như Tuổi thanh xuân, Khúc hát mặt trời, Zippo, mù tạt và em, Quả tim máu. Cô được đánh giá là một trong những nữ diễn viên Việt Nam xuất sắc nhất trong thế hệ của mình.
Nhã Phương tốt nghiệp khoa Diễn viên của Trường Đại học Sân khấu – Điện ảnh Thành phố Hồ Chí Minh và hiện là đồng sở của thương hiệu làm đẹp Tâm Beauty Clinic.

## Thiếu thời
Nhã Phương sinh ngày 20 tháng 5 năm 1990 tại Quảng Nam trong một gia đình nghèo khó gồm năm anh chị em, và là người con thứ ba trong gia đình. Bố của Nhã Phương là một giáo viên, từng giữ chức vụ hiệu trưởng ở một trường cấp 1 tại Đắk Lắk, còn mẹ cô ở nhà làm nội trợ và buôn bán tại một cửa hàng nông sản. Sự ra đời của cô đã khiến cha cô – vốn chịu ảnh hưởng nặng nề bởi tư tưởng truyền thống – thất vọng đến nỗi ông từ chối nhận mặt con mình ngay khi mới sinh ra, trong bối cảnh gia đình đã có hai người con gái đầu lòng và ông dồn hết hy vọng để có được một người con trai. Từ nhỏ, Phương đã sớm làm quen với cuộc sống tự lập do hoàn cảnh gia đình không mấy khá giả; cô đã phải theo gia đình vào Đắk Lắk sinh sống để xây dựng kinh tế mới.
Năm lớp 12, Nhã Phương được gia đình định hướng thi vào Trường Đại học Ngân hàng với mong muốn có được một công việc ổn định, song vốn là một người yêu ca hát, cô cùng một người bạn khác đăng ký dự thi vào trường nhạc nhưng cuối cùng lại vô tình đăng kỳ nhầm sang Trường Đại học Sân khấu – Điện ảnh. Biệt danh Nabi của Nhã Phương được ghép từ tên người bạn thân từ thuở nhỏ của cô (Na) và tên mà cô thường được gọi ở nhà (Bi). Mặc dù không hề chuẩn bị gì cho phần thi diễn xuất nhưng chỉ sau một hoạt cảnh ngắn, cô đã may mắn trúng tuyển vào khoa Diễn viên của trường. Nhã Phương thường được biết trong giới sinh viên với vai trò là một người dẫn chương trình, ngoài ra cô còn dành thời gian ngoài giờ lên lớp để đăng ký thử vai cho các bộ phim, đóng các vai diễn quần chúng và đảm nhận diễn xuất trong các video âm nhạc.

## Sự nghiệp

### 2009–2012: Sự nghiệp ban đầu
Năm 2009, Nhã Phương đã đảm nhận vai diễn đầu tay trong bộ phim truyền hình Những thiên thần áo trắng của đạo diễn Lê Hoàng. Mặc dù chỉ đóng vai phụ trong phim, cô đã chiếm được thiện cảm của khán giả nhờ vào lối diễn xuất dễ thương và nhí nhảnh. Sau đó, cô tiếp tục góp mặt trong một loạt bộ phim khác như Gia đình số đỏ, Hoàng tử xấu trai, Trường nội trú hay Hoa nắng; hầu hết các vai diễn của cô đều gắn với hình tượng nữ sinh trong sáng, hồn nhiên và mơ mộng. Năm 2011, cô thủ vai Quận chúa Thương Thương trong phim cổ trang Anh chàng vượt thời gian. Đến năm 2012, Nhã Phương bắt đầu chạm ngõ điện ảnh với phim Cát nóng do Lê Hoàng làm đạo diễn; cô hóa thân vào vai Cát, một cô gái miền biển ngây thơ, trong sáng luôn cố gắng bảo vệ loài dông.
Trong khoảng thời gian này, mặc dù được nhận xét khá tích cực ở những vai diễn mà cô đã đóng, không một vai nào trong số này để lại ấn tượng thật sự nổi bật. Có những bộ phim mà cô tham gia đã bị chỉ trích mạnh mẽ từ phía công chúng và các nhà chuyên môn, thậm chí đến mức ngưng sản xuất hoàn toàn; điều đó khiến cô trở nên suy sụp và không nhận đóng bất cứ một bộ phim nào trong một khoảng thời gian.

### 2013–2014: Đột phá
Từng tham gia nhiều phim trước đó nhưng phải đến phim ngắn Xin lỗi, anh chỉ là thằng bán bánh giò vào năm 2013, tên tuổi của Nhã Phương mới thực sự được chú ý. Trong phim, cô vào vai cô gái bán bánh tráng và có một tình yêu đẹp với chàng trai bán bánh giò, nhưng tình yêu đó lại bị gia đình cấm cản. Ngay sau khi được đăng tải lên YouTube, phim đã tạo nên sức hút và sự lan truyền lớn đến mức bản thân Nhã Phương và ê-kíp tỏ ra kinh ngạc; lối diễn xuất chân thực, cảm động của cô trong phim đã được đánh giá cao và cô cũng được ưu ái đặt cho biệt danh "cô gái bánh tráng trộn" hay "hot girl bánh giò".
Tài năng diễn xuất của Nhã Phương sau đó tiếp tục được khẳng định thông qua vai Linh trong phim điện ảnh kinh dị Quả tim máu, công chiếu vào năm 2014. Cô được cho là đã thành công trong việc thể hiện nhân vật một cách đầy gai góc với nội tâm phức tạp, đa chiều của một cô gái từng trải qua ca phẫu thuật thay tim; bản thân bộ phim cũng đã tạo nên cơn sốt phòng vé trên khắp cả nước và phá vỡ nhiều kỷ lục điện ảnh Việt Nam tại thời điểm ra mắt. Cùng năm đó, Nhã Phương tham gia bộ phim truyền hình Vừa đi vừa khóc với vai Thêu – một cô gái đanh đá, mê trai điên cuồng, luôn bám theo nhân vật chính (Minh Hằng) để chăm sóc. Mặc dù chỉ tham gia vào tuyến nhân vật phụ, có những thời điểm mà vai Thêu của Nhã Phương còn nổi bật hơn cả cặp nhân vật chính; sự diễn xuất của cô cũng góp phần trở thành điểm nhấn cho cả bộ phim. Đây cũng là vai diễn được xem là bước đột phá trong việc thể hiện tính cách các nhân vật của cô, khi đã thoát ra khỏi hình tượng hiền lành, trong sáng quen thuộc. Ngoài ra, cô còn được lựa chọn để trở thành nhân vật Hami trong phim truyền hình Hàn Quốc 12 năm xa cách – bộ phim nước ngoài đầu tiên mà cô tham gia diễn xuất.

### 2015–2016:Tuổi thanh xuân,Khúc hát mặt trờivà những giải thưởng
Năm 2015, Nhã Phương góp mặt trong bộ phim truyền hình Tuổi thanh xuân, dự án hợp tác sản xuất giữa hai quốc gia Việt Nam và Hàn Quốc. Cô cùng với bạn diễn người Hàn Quốc Kang Tae-oh đóng vai trò cặp nhân vật trung tâm của bộ phim, cũng là cặp đôi tạo nên cơn sốt và nhận được sự yêu thích của khán giải trong suốt hai phần phim. Với vai diễn Thùy Linh và Junsu trong bộ phim này, cả hai người đều đã giành được giải thưởng Ấn tượng VTV dành cho nam và nữ diễn viên ấn tượng vào năm 2015. Cũng trong năm này, Nhã Phương tham gia vào phim điện ảnh 49 ngày, đây cũng là phim đánh dấu cho sự khởi đầu tình cảm của cô với nam diễn viên hài Trường Giang, người sau này trở thành chồng.
Tiếp đó, Nhã Phương tiếp tục xuất hiện trong một dự án phim khác hợp tác với Nhật Bản mang tên Khúc hát mặt trời và vào vai Yến Phương, một cô gái trẻ có năng khiếu ca hát nhưng không may mắc phải một căn bệnh hiểm nghèo. Diễn xuất của Nhã Phương trong bộ phim này được đặc biệt khen ngợi với màn thể hiện được nhận xét là mang tầm quốc tế, mặc dù chính cô về sau đã tự nhận xét rằng vai diễn này "chưa thật sự dữ dội". Năm 2016, cô đảm nhận vai Lam thời trẻ trong phim Zippo, mù tạt và em và gây ấn tượng với tạo hình mộc mạc, giản dị của một cô gái xuất thân từ hoàn cảnh nghèo khó nhưng sở hữu tính cánh mạnh mẽ và đáng yêu. Hai vai diễn này đã giúp cô giành chiến thắng tại hạng mục Diễn viên nữ Ấn tượng tại lễ trao giải Ấn tượng VTV năm 2016, trở thành nữ nghệ sĩ đầu tiên hai lần được xướng tên tại hạng mục này. Cô cũng giành thêm giải Ngôi sao châu Á trong khuôn khổ Giải thưởng Truyền hình Quốc tế Seoul (SDA) với vai Yến Phương trong Khúc hát mặt trời – giải thưởng quốc tế đầu tiên trong sự nghiệp của cô và là lần đầu tiên một diễn viên Việt Nam được vinh danh tại SDA.

### 2017–nay
Năm 2017, Nhã Phương quay trở lại màn ảnh rộng với hai phim Yêu đi, đừng sợ! của đạo diễn Stephane Gauger và Lôi báo của đạo diễn Victor Vũ. Năm 2018, cô xuất hiện trong phim ngắn của đạo diễn Đào Đức Hải Infill & Full set – phim đầu tay mà cô tham gia với vai trò là nhà sản xuất kiêm diễn viên chính – và giành một giải thưởng tại Liên hoan phim ngắn quốc tế Oxford 2019 dành cho Nữ diễn viên chính xuất sắc nhất.
Năm 2021, Nhã Phương tái ngộ khán giả qua phim truyền hình Cây táo nở hoa và phim điện ảnh Song song. Cùng năm đó, cô còn tham gia vào phim điện ảnh 1990; đây cũng là khoảng thời gian cô phải hứng chịu nhiều điều tiếng khi bị chính đạo diễn của phim Nhất Trung chỉ trích công khai là "mắc bệnh ngôi sao", không tham gia tích cực vào việc quảng bá bộ phim và góp phần khiến phim bị hoãn chiếu. Khi phim được ra mắt trở lại vào đầu năm 2022, bất chấp việc danh tiếng của bản thân bị ảnh hưởng nặng nề, nữ diễn viên cho biết sự cồ này đã giúp cô có được một khoảng lặng cần thiết để nhìn lại mình và trở nên trưởng thành hơn.

## Đời tư
Nhã Phương được phát hiện có tình cảm với diễn viên hài Trường Giang khi cả hai đóng chung trong phim 49 ngày. Vào thời điểm phim ra mắt, cả hai đều phủ nhận chuyện tình cảm nhưng khẳng định đây không phải là chiêu trò để quảng bá cho phim; cho đến tháng 4 năm 2016, hai người đã tuyên bố công khai mối quan hệ. Cô và Trường Giang đã trải qua nhiều sóng gió trong thời gian yêu nhau, thậm chí từng bị đặt nghi vấn chia tay vì sự xuất hiện người thứ ba trước khi cả hai quyết định đi đến hôn nhân vào năm 2018. Lễ cưới của họ đã được tổ chức trọng thể tại Trung tâm Hội nghị Gem Center vào tối ngày 25 tháng 9 năm 2018.
Vào tháng 8 năm 2019, Nhã Phương cho biết đã sinh một bé gái đầu lòng lấy tên là Destiny (tên thật Võ Thanh Thiên Ý), khi trước đó đã có thông tin cho rằng cô đã sinh em bé từ hồi tháng 1 cùng năm. Sau đó vào ngày 5 tháng 10 năm 2023, cô hạ sinh người con trai thứ hai lấy tên là Hope tại một bệnh viện quốc tế ở Thành phố Hồ Chí Minh.
Ngày 20 tháng 5 năm 2019, trong buổi tiệc mừng sinh nhật tại khách sạn Vinpearl Luxury Hotel Landmark 81 và đồng thời kỷ niệm 10 năm hoạt động nghệ thuật, Nhã Phương đã công bố định hướng mới của bản thân ở lĩnh vực làm đẹp và kinh doanh với vai trò đồng sở hữu thương hiệu Tâm Beauty Clinic.

## Danh sách phim

### Truyền hình
| Năm  | Tựa phim                  | Vai diễn                | Đạo diễn                                       | Kênh       |
| ---- | ------------------------- | ----------------------- | ---------------------------------------------- | ---------- |
| 2009 | Dòng sông định mệnh       | Thu Trang               | Châu Huế                                       | HTV3       |
| 2009 | Âm mãi nhà                | Hà                      | Xuân Cường                                     | VTV9       |
| 2009 | Dậy sóng thiên thần       | Sam                     | Lê Lộc                                         | HTV7       |
| 2009 | Ký ức mong manh           | Y tá Lan                | Đặng Lưu Việt Bảo                              | HTV7       |
| 2010 | Gia đình số đỏ            | Hàn Mai                 | Văn Công Viễn                                  | HTV9       |
| 2010 | Những thiên thần áo trắng | Tuyết                   | Lê Hoàng                                       | VTV3       |
| 2010 | 30 ngày làm cha           | Cô giáo My              | Nguyễn Dương                                   | Let's Viet |
| 2011 | Tôi yêu Việt Nam 2011     | Quỳnh                   |                                                | VTV3       |
| 2011 | Hạnh phúc Quanh đây       | Liễu                    | Nguyễn Tranh                                   | HTV7       |
| 2011 | Trạng Tèo                 |                         | Xuân Phước                                     | HTV7       |
| 2011 | Anh chàng vượt thời gian  | Quận chúa Thương Thương | Hoàng Thiên Trụ                                | VTV3       |
| 2011 | Hoàng tử xấu trai         | Bảo My                  | Vũ Huân / Châu Huế                             | HTV9       |
| 2012 | Trường nội trú            | Hương Thảo              | Lê Khắc Hoài Nam                               | HTV9       |
| 2012 | Hoa nắng                  | Quỳnh                   | Đặng Minh Quang                                | VTV3       |
| 2012 | Lạc mất linh hồn          | Loan                    | Lê Minh                                        | VTV1       |
| 2012 | Cô nàng nặng cân          | Thanh Phượng            | Lê Minh                                        | THVL1      |
| 2012 | Nơi tình yêu ở lại        | Thiệu Anh               | Nguyễn Trọng Hải                               | SCTV14     |
| 2013 | Bản lĩnh công tử          | Lan                     | NSND Đào Bá Sơn                                | HTV9       |
| 2013 | Hương bưởi                | Phương Nghi             | Nhâm Minh Hiền                                 | THVL1      |
| 2014 | Cuộc chiến quý ông        | Phúc Hân                | Nguyễn Phương Điền                             | VTV9       |
| 2014 | 12 năm xa cách            | Hami (Hà My)            | Kim Do Hyung & Yoon Jae Won                    | JTBC       |
| 2014 | Vừa đi vừa khóc           | Thêu                    | Vũ Ngọc Đãng                                   | VTV3       |
| 2014 | Tuổi thanh xuân           | Linh                    | Nguyễn Khải Anh, Myung Hyun Woo & Bùi Tiến Huy | VTV3       |
| 2015 | Tráo ông thổ địa          | Trúc                    | Nguyễn Lâm                                     | HTV9       |
| 2015 | Thám tử miệt vườn         | Út Sen                  | Võ Tấn Bình                                    | VTV9       |
| 2015 | Trả giá                   | Phương Khánh            | Đinh Đức Liêm                                  | VTV6       |
| 2015 | Người đứng trong gió      | Thu Ca                  | Bùi Nam Yên                                    | VTV3       |
| 2015 | Khúc hát mặt trời         | Yến Phương              | NSƯT Vũ Trường Khoa                            | VTV3       |
| 2016 | Zippo, mù tạt và em       | Lam                     | NSƯT Trọng Trinh & Bùi Tiến Huy                | VTV3       |
| 2016 | Tuổi thanh xuân 2         | Linh                    | Nguyễn Khải Anh, Bùi Tiến Huy & Lee Jeong Wook | VTV3       |
| 2018 | Tình khúc bạch dương      | Diệu Anh                | NSƯT Vũ Trường Khoa                            | VTV1       |
| 2018 | Ngày ấy mình đã yêu       | Hạ                      | Nguyễn Khải Anh & Quang Vinh                   | VTV3       |
| 2021 | Cây táo nở hoa            | Báu                     | Võ Thạch Thảo                                  | VieON      |
| 2023 | Yêu trước ngày cưới       | Minh Anh                | Võ Thạch Thảo                                  | VieON      |

### Điện ảnh
| Năm  | Tựa phim                   | Vai diễn   | Đạo diễn         |
| ---- | -------------------------- | ---------- | ---------------- |
| 2012 | Cát nóng                   | Cát        | Lê Hoàng         |
| 2014 | Quả tim máu                | Linh       | Victor Vũ        |
| 2014 | Scandal: Hào quang trở lại | Nhã Phương | Victor Vũ        |
| 2015 | 49 ngày                    | Quyên      | Nhất Trung       |
| 2017 | Yêu đi, đừng sợ!           | Phương     | Stephane Gauger  |
| 2017 | Lôi báo                    | An         | Victor Vũ        |
| 2018 | Hoán đổi                   | Tiên Tiên  | Võ Thanh Hòa     |
| 2019 | Trạng Quỳnh                | Điềm       | Đỗ Đức Thịnh     |
| 2021 | Song song                  | Trang      | Nguyễn Hữu Hoàng |
| 2022 | 1990                       | Nhã Ca     | Nhất Trung       |

### Khác
| Năm  | Tựa phim                               | Vai diễn                                  | Đạo diễn         | Định dạng      |
| ---- | -------------------------------------- | ----------------------------------------- | ---------------- | -------------- |
| 2013 | Xin lỗi, anh chỉ là thằng bán bánh giò | Vy                                        | Phạm Việt Phước  | Phim ngắn      |
| 2013 | Trấn Thành và Nabi đi chợ tốt          | Dương Angel                               | Bone Hồ, Chợ Tốt | Phim quảng cáo |
| 2018 | Infill & Full set                      | Hương                                     | Đào Đức Hải      | Phim ngắn      |
| 2018 | Gia đình siêu nhân 2                   | Helen Parr / Elastigirl (lồng tiếng Việt) | Brad Bird        | Phim hoạt hình |

## Giải thưởng và đề cử

### Quốc tế
| Giải thưởng                              | Năm  | Hạng mục          | Tác phẩm đề cử    | Kết quả   |
| ---------------------------------------- | ---- | ----------------- | ----------------- | --------- |
| Seoul International Drama Awards         | 2016 | Asia Star Award   | —                 | Đoạt giải |
| Oxford International Short Film Festival | 2019 | Best Lead Actress | Infill & Full set | Đoạt giải |

### Việt Nam
| Giải thưởng      | Năm  | Hạng mục                                            | Tác phẩm đề cử                         | Kết quả   |
| ---------------- | ---- | --------------------------------------------------- | -------------------------------------- | --------- |
| Ấn tượng VTV     | 2015 | Diễn viên nữ Ấn tượng                               | Tuổi thanh xuân                        | Đoạt giải |
| Ấn tượng VTV     | 2016 | Diễn viên nữ Ấn tượng                               | Khúc hát mặt trời, Zippo, mù tạt và em | Đoạt giải |
| Ấn tượng VTV     | 2017 | Diễn viên nữ Ấn tượng                               | Tuổi thanh xuân 2                      | Đề cử     |
| Ấn tượng VTV     | 2018 | Diễn viên nữ Ấn tượng                               | Ngày ấy mình đã yêu                    | Đề cử     |
| Giải Mai Vàng    | 2015 | Nữ diễn viên điện ảnh - truyền hình                 | Tuổi thanh xuân                        | Đoạt giải |
| Giải Mai Vàng    | 2015 | 10 nghệ sĩ của năm                                  | —                                      | Đoạt giải |
| Giải Mai Vàng    | 2016 | Nữ diễn viên điện ảnh - truyền hình                 | Zippo, mù tạt và em                    | Đoạt giải |
| Giải Mai Vàng    | 2016 | 10 nghệ sĩ của năm                                  | —                                      | Đoạt giải |
| Giải Mai Vàng    | 2017 | Nữ diễn viên điện ảnh - truyền hình                 | Yêu đi, đừng sợ!                       | Đề cử     |
| Cánh diều vàng   | 2015 | Nữ diễn viên chính xuất sắc phim truyện truyền hình | Tuổi thanh xuân                        | Đoạt giải |
| Cánh diều vàng   | 2017 | Nữ diễn viên chính xuất sắc phim truyện điện ảnh    | Yêu đi, đừng sợ!                       | Đoạt giải |
| Ngôi sao của năm | 2023 | Hot mom của năm                                     | —                                      | Đoạt giải |